# Луис Гарсия Руис
Луис Гарсия Руис (на испански: Luis García Ruiz) е испански генерал от Гражданската война в Испания.

## Биография
Син на полковник от пехотата, Руис завършва средното си образование във Филипините. През 1895 г. се присъединява към Инженерния корпус в Общата военна академия в Гуадалахара. През 1901 г. е изпратен в Майорка като лейтенант, а през ноември 1907 г. се жени за Исабел Росело Алемани, от която има шест деца. Сред децата му е и Антони Гарсия Руис Росело, който е известен архитект от Майорка и граждански губернатор. Антони почива през 2003 г.
През 1917 г. Руис наследява Еусеби Суреда като мениджър на железопътния проект, който свързва големите градове в Майорка като Палма, Лукмайор и Кампос. Също така участва в развитието на железопътната линия, свързваща Палма с нейното пристанище.
Като военен инженер изучава отбранителни стратегии и проектира артилерийски батареи из целия остров. Военен помощник на испанския генерал Валериано Вейлер и също служи 3 години в Махон.
През 1933 г. е назначен за военен командир на Балеарските острови и впоследствие започва да работи заедно с Франсиско Франко. Година по-късно, през 1934 г. е обявено военно положение, което води до разпускането на кметството на Палма и уволнението на кмета Емили Дардер. По време на мандата си той забранява да се свири Химн Риего.

### Гражданска война
По време на избухването на Гражданската война в Испания Руис е инженерен офицер с чин подполковник. На 19 юли генерал Мануел Годед го назначава за губернатор. Предприетите незабавни мерки включват потушаване на испанската обща стачка, премахване на административните такси, получавани от общините, уволнение на нелоялни държавни служители и закриване на синдикати и партии. В рамките на 24 часа са назначени нови кметове на градове, при условие че останат безпартийни. Тези мерки водят до срещата му с военния командир на Майорка, полковник Аурелио Диас де Фрейхо. Заедно с други военни лидери и против съвета на Аурелио Диас де Фрейхо, той затваря Карлос Сото Ромеро, емисар изпратен от Генералитет Каталония. Вечерта на 30 август 1936 г. военните лидери в Майорка го назначават за ръководител на операциите и командир на войските в Манакор, освобождавайки Емилио Рамос Унамуно от задълженията му. В този процес ролята му на граждански губернатор е предадена на Антонио Алварес-Осорио, ръководител на гражданската гвардия. През септември временно поема командването като генерален капитан за Балеарските острови. Малко след това Руис е повишен в полковник и е назначен в континентална Испания като инженерен командир. Той води кампания в северна Испания, от Алава до Хихон и Авилес. В Билбао е награден със златен медал на града. След кампанията е назначен за генерален командир на инженерството и се премества в южната част на страната, под прякото нареждане на генерал Гонсало Кейпо де Ляно.

## Отличия
На 21 декември 1936 г. градският съвет на Манакор награждава Луис Гарсия Руис за почетен гражданин. След края на гражданската война е повишен в генерал, въз основа на представянето си. На 9 май 1939 г. неговите услуги карат градския съвет на Палма да го нарече почетен гражданин на остров Майорка. От август 1940 г. до март 1942 г. той е военен губернатор на Майорка. След войната се присъединява към Балеарската федерация по шах и председателства шахматния клуб на Майорка. През 1979 г. градският съвет на Палма посвещава площада Porta des Camp на него.
На 4 май 2009 г. кметството на Манакор решава да отнеме титлите на Руис и Франко като почетни граждани.